# روبرت هولت (لاعب كرة قدم أمريكية)
روبرت هولت (بالإنجليزية: Robert Holt)‏ هو لاعب كرة قدم أمريكية أمريكي، ولد في 4 أكتوبر 1959 في دنيسون في الولايات المتحدة.

## وصلات خارجية
- روبرت هولت على موقع مرجع كرة القدم المحترفة.كوم (الإنجليزية)